# Xavier Reille
Pour les articles homonymes, voir Reille.
Pour les autres membres de la famille, voir Famille Reille.
Le baron Jean René François Charles Xavier Reille  est un militaire, industriel et homme politique français, né le 26 décembre 1871 à Saint-Amans-Soult (Tarn) et décédé le 15 février 1944 à Carmaux (Tarn).

## Biographie

### Vie familiale
Fils du baron René Reille et de Geneviève Soult de Dalmatie (présidente de la Ligue patriotique des Françaises), Jean René François Charles Xavier Reille est le petit-fils du maréchal Reille, l'arrière-petit-fils du maréchal Masséna et, par sa mère, l'arrière-petit-fils du maréchal Soult.

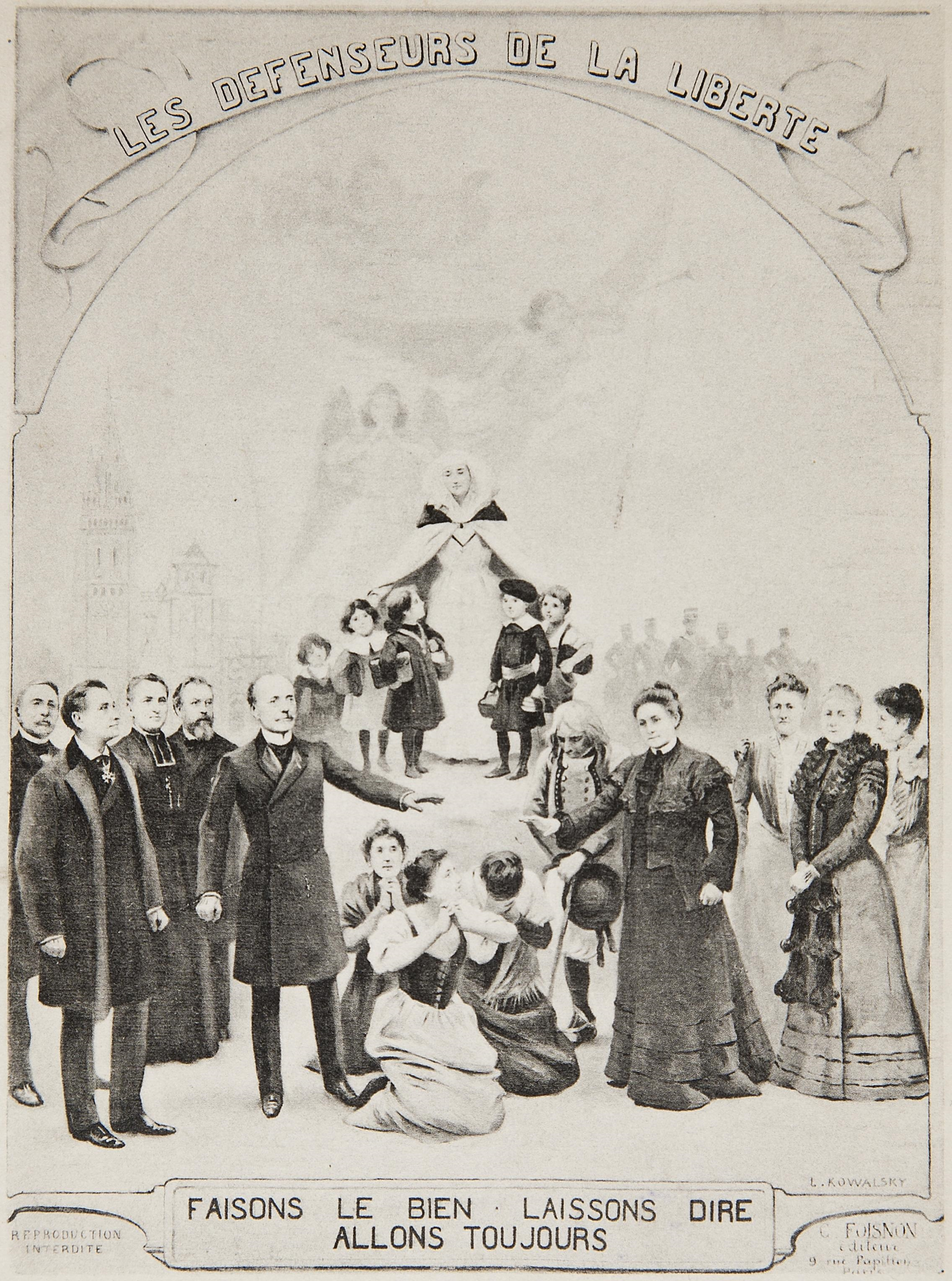
"Les défenseurs de la liberté" : Piou, l'abbé Gayraud, Lerolle, Coppée, comte de Mun, Mme Piou, Mme Xavier Reille, la baronne René Reille, Mme Cibiel.

Il épouse Clothilde de Cholet, petite-fille du comte Jules de Cholet et arrière-petite-fille de Joseph François de Mieulle, et est le père de :
- Michel (1897-1899) ;
- Marie Geneviève (1899-1997), épouse de Paul de Lavenne de Choulot de Chabaud-Latour ;
- André (1900-1984), administrateur de sociétés, marié à Madeleine de Nervo (sœur de Jacques de Nervo) ;
- Ludovic (1901-1989), colonel, président des Forges d'Alais, marié à Antoinette Terray, résistante, qui sera commissaire générale (1953) puis présidente des Guides de France (1954-1969) ;
- Gabrielle (1903-1978), épouse de l'ingénieur général Gérard de Dinechin.

### Carrière
Xavier Reille suit ses études au collège Stanislas, puis à l'École polytechnique et à l'École d'application de Fontainebleau.
Après une courte carrière militaire, alors lieutenant au 3e régiment d'artillerie, il donne sa démission en 1898 pour succéder à son frère André Reille, décédé, comme député du Tarn. Il conserve son siège jusqu'en 1910, où il est battu. À la Chambre, siégeant avec les conservateurs, il s'opposa à la séparation de l'État et de l'Église, et se montra protectionniste en ce qui concerne l'agriculture.
Intéressé dans l'industrie, il s'investit dans le monde patronal et devient membre de la commission de direction du Comité des forges de France. Administrateur délégué de la Compagnie des mines, fonderies et forges d'Alais et président de la Société pyrénéenne d'énergie électrique, il est administrateur de la Compagnie métallurgique et minière franco-marocaine, de la Banque privée industrielle, commerciale et coloniale (Lyon-Marseille), de la Dillinger Hüttenwerke, de la Biterroise de Force et lumière, de la Compagnie minière de Carmaux.
Il reprend du service en 1914, durant la Première Guerre mondiale, comme capitaine, et est promu chef d'escadron en 1915, puis lieutenant-colonel en 1917. Il passe par la suite colonel au Centre de mobilisation d'artillerie.
Il était également maire de Saint-Amans-Soult et conseiller général du Tarn, pour le canton d'Anglès, de 1898 	à 1904.

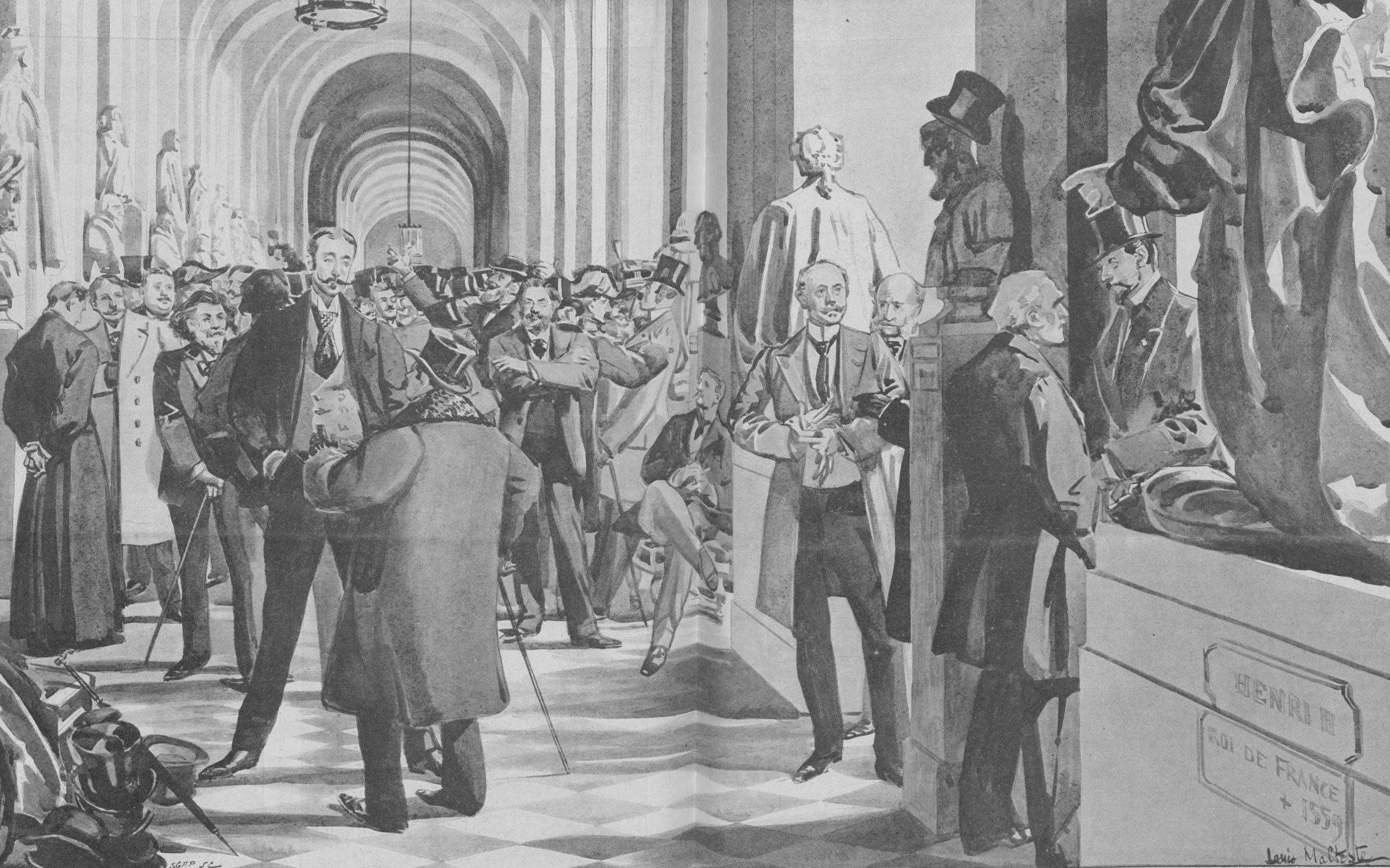
"Versailles. - Le congrès. - La galerie des bustes" (Le Monde illustré, 22 février 1899).
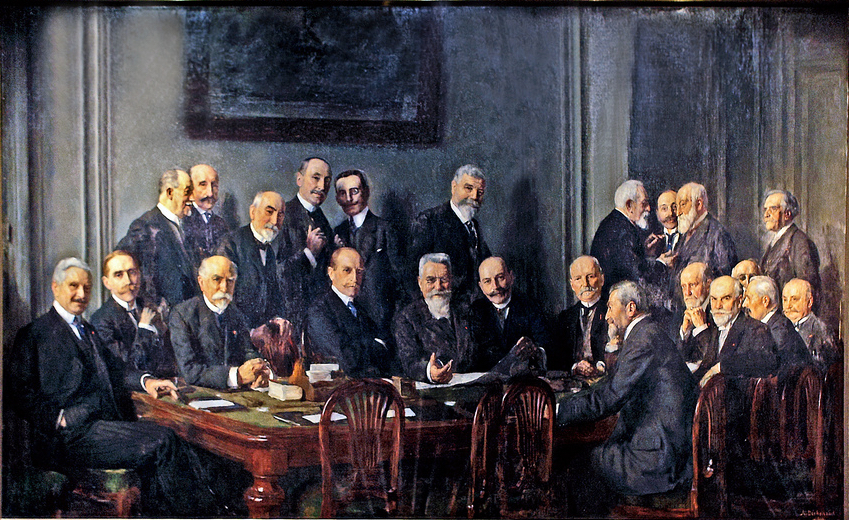
La commission de direction du Comité des forges de France en 1914 (peinture d'Adolphe Déchenaud, au siège de Schneider, rue de Madrid, Paris).

## Distinctions
- Commandeur de la Légion d'honneur (25 décembre 1935)[1]
- Croix de guerre 1914–1918

## Publications
- Comptes bleus, étude de politique financière (1902)
- Semaine de jeunesse (1904)
- Échos et chansons (1908)
- Quand vous étiez petite fille, esquisse mélodique - Musique d'Adrien Raynal (1912)

## Sources
1. ↑  « Recherche - Base de données Léonore », sur www.leonore.archives-nationales.culture.gouv.fr (consulté le 9 juin 2024)

- « Xavier Reille », dans le Dictionnaire des parlementaires français (1889-1940), sous la direction de Jean Jolly, PUF, 1960 [détail de l’édition]
- Christophe Bouneau, Modernisation et territoire: l’électrification du grand sud-ouest de la fin du XIXe siècle à 1946, Fédération historique du Sud-Ouest, 1997
- Rémy Cazals, « Reille, père et fils, société pour l’exploitation du mandat de député. Les barons Reille et le pouvoir (1861-1958) », Michel Bertrand (dir.), Pouvoirs des familles, familles de Pouvoir, Presses universitaires du Midi, 2005, p. 297-306, (Open édition books, Lire en ligne).